# Zoran Janković (polityk)
Zoran Janković (ur. 1 stycznia 1953 w Saraorci) – słoweński polityk, przedsiębiorca i działacz sportowy, założyciel partii Pozytywna Słowenia, od 2006 do 2011 i od 2012 burmistrz Lublany.

## Życiorys
Urodził się na terytorium Serbii w rodzinie Serba i Słowenki. Rodzina osiedliła się w Słowenii w 1964. Zoran Janković po ukończeniu szkoły średniej od 1971 do 1980 studiował na Wydziale Ekonomii Uniwersytetu Lublańskiego. Zawodowo pracował od końca lat 70., początkowo jako urzędnik pocztowy, później w branży handlowej. Od 1984 do 1988 pełnił obowiązki dyrektora przedsiębiorstwa handlowego, później pracował na kierowniczych stanowiskach w kolejnych firmach. W 1990 założył własne przedsiębiorstwo, którym kierował do 1997. Następnie do 2005 był prezesem Mercatora, przedsiębiorstwa działającego w handlu detalicznym.
Był także aktywnym działaczem sportowym. Od 1984 do 1990 pełnił funkcję wiceprezesa klubu koszykarskiego KK Olimpija Ljubljana. W latach 90. przez kilka lat stał na czele klubu piłki ręcznej kobiet Krym Lublana.
W 2006 zdecydował się na podjęcie aktywności politycznej. Wystartował w wyborach na burmistrza Lublany, wygrał już w pierwszej turze głosowania, otrzymując poparcie na poziomie 63%. Sygnowana jego nazwiskiem pozapartyjna lista wyborcza uzyskała większość w radzie miejskiej. W 2010 z powodzeniem ubiegał się o reelekcję (dostał 65% głosów), zaś jego ugrupowanie zdobyło 25 z 45 mandatów radnych.
W 2011 ogłosił powstanie partii politycznej na szczeblu ogólnokrajowym pod nazwą Pozytywna Słowenia, której 22 października 2011 został przewodniczącym. Zapowiedział start tej formacji w przedterminowych wyborach parlamentarnych. Partia wygrała wybory z 4 grudnia 2011, a sam Zoran Janković uzyskał jeden z przypadających jej mandatów w Zgromadzeniu Państwowym. W 2012 ponownie został wybrany na urząd burmistrza, uzyskiwał reelekcję na kolejne kadencje.
W styczniu 2013 zrezygnował z kierowania Pozytywną Słowenią. Powodem były wyniki postępowania prowadzonego przez komisję ds. zapobiegania korupcji, które wykazało nieujawnione dochody wysokości 2,4 miliona euro i ujawniło różne wątpliwe transakcje pomiędzy przedsiębiorstwami jego synów i władzami miejskimi Lublany. W kwietniu 2014 powrócił do kierowania partią, pokonując w głosowaniu Alenkę Bratušek. Jego ugrupowanie w 2024 zostało wykreślone z rejestru partii politycznych.